# Justice League Heroes
Justice League Heroes es un videojuego de rol de acción desarrollado por Snowblind Studios y publicado por Warner Bros. Games para las consolas PlayStation 2, Nintendo DS y PlayStation Portable y por Eidos Interactive en conjunto con DC Comics para Xbox. El juego está basado en el segundo equipo de superhéroes de DC Comics, la Liga de la Justicia, y en las series de cómics de largo recorrido (como oposición a otros juegos recientes de la Liga de la Justicia que son adaptaciones de otros medios) que fueron escritos por el veterano escritor de cómics de la Liga de la Justicia Dwayne McDuffie.  Utiliza el motor de juego Dark Alliance de Snowblind Studios.
Se lanzaron al mismo tiempo tres juegos portátiles Justice League Heroes para Game Boy Advance, Nintendo DS y PlayStation Portable. El juego para Nintendo DS comparte un estilo visual y una mecánica de juego similares al juego de consola de sobremesa, pero sirve como una precuela de su historia. Esta versión fue desarrollada por Sensory Sweep Studios. La versión para GBA se titula Justice League Heroes: The Flash y se centra principalmente en The Flash. El juego presentaba un juego de acción de desplazamiento lateral en 2D y una historia al margen de la trama del juego de consola. Esta versión fue desarrollada por WayForward Technologies.

## Trama
La historia del juego comienza con Superman y Batman frustrando el S.T.A.R. Labs emboscada por robots controlados por Brainiac. Después de que Batman y Superman derrotan a lo que creen que es Brainiac, descubren que simplemente han sido desviados por un duplicado mientras que otro ha asaltado las bóvedas del laboratorio, tomando ADN de kryptoniano y un trozo de meteorito. Mientras tanto, Zatanna y J'onn Jonzz (el Martian Manhunter) se enfrentan a Queen Bee y sus drones, quienes están siendo asistidos en su conversión gradual de Metropolis por algunos de los robots de Brainiac. Una vez que Metropolis ha sido salvada, la Liga responde a una serie de intentos de secuestro de misiles nucleares; en primer lugar, The Key intenta secuestrar un misil antes de que sea sometido por Flash y Green Lantern (John Stewart), seguido de un intento de Killer Frost que es frustrado por Zatanna y Wonder Woman. A pesar de los esfuerzos de la Liga, un misil se lanza sin ser detectado durante un apagón mundial de comunicaciones causado por Brainiac.
Sin embargo, la Liga se da cuenta de que ha sido mejorada; capaz de romper la órbita de la Tierra, el misil en realidad ha sido disparado contra Marte en un esfuerzo por liberar a los Marcianos Blancos s, que invadirán la Tierra al ser despertados nuevamente. Superman y J'onn J'onnz viajan a Marte para evitar que escapen; pero esta ha sido otra distracción de Brainiac quien, anticipando su éxito, aprovechó la oportunidad para robar equipo vital de los marcianos blancos. Brainiac también ha liberado a Gorilla Grodd del encarcelamiento, quien tiene la intención de vengarse de sus carceleros y la humanidad con el uso de su Máquina Terremoto. Mientras Wonder Woman ayuda a Superman a detener las pocas naves marcianas blancas que lograron escapar de Marte y J'onn Jonnz regresa a la Watchtower, el resto de la Liga (incluidos los personajes desbloqueados a los que el jugador pueda haber accedido en este punto) trabaja junto con Solovar para detener a Grodd. Solo en la Atalaya, J'onn es emboscado por Doomsday que lo toma prisionero y toma el control de la Atalaya mientras Brainiac roba una Caja Madre de las bóvedas de la Liga. Reagrupando en un búnker de emergencia, la Liga logra retomar la Atalaya, liberar a J'onn y derrotar a Doomsday, antes de enfrentarse al verdadero Brainiac en su guarida en Siberia.
Aparentemente derrotado, Brainiac regresa repentinamente a la vida cuando la Caja Madre que ha robado se activa, y gritando, es desintegrado y reemplazado por Darkseid, liberado de una prisión interdimensional creada por un Generador de campo de matriz sensorial al que lo llamó "El hipercubo de Apokolips", que ha estado manipulando a Brainiac todo el tiempo. Al enfrentarse a la Liga, Darkseid, sus poderes aumentados por la Caja Madre, sentencia a la liga a su destino al desterrarlos a otra dimensión con sus Rayos Omega, todos excepto Superman. Luego procede a transformar la Tierra en un nuevo Apokolips y mantiene prisionero a Superman en una prisión de kryptonita. El resto de la liga aterriza en una dimensión alternativa y se separa al entrar. Batman y Zatanna, Wonder Woman y Flash, y J'onn J'onnzz y Green Lantern deben luchar contra grupos separados de entidades alienígenas para sobrevivir y escapar. En el camino, Green Lantern detecta una extraña radiación que les permitirá sobrevivir a los Rayos Omega de Darkseid. Resultó, según Batman, que Darkseid pudo haber desterrado a la Liga, pero la Caja Madre lo engañó y los envió a esa dimensión. Al reagruparse, la Liga regresa a Apokolips Earth, rescata a Superman y derrotan a Darkseid arrojándolo al Generador de Campo de Matriz Sensorial, encarcelándolo una vez más en su prisión interdimensional y restaurando la Tierra a la normalidad. De vuelta en la Atalaya, con el Generador de Campo de Matriz Sensorial encerrado en las bóvedas de la Liga, Batman informa a los demás que si un peligro como este volviera a ocurrir, ellos estarían allí.
Hay cuatro supervillanos adicionales exclusivos de las versiones de Nintendo del juego: las versiones de GBA y DS incluyen Circe y Zoom, mientras que DS también incluye General y Prometheus.

## Jugabilidad
El juego presenta a la mayoría de los superhéroes más conocidos del Universo DC, incluidos Superman, Batman y Wonder Woman, entre otros. Cada nivel consta de dos miembros de la Liga de la Justicia que luchan contra una variedad de villanos y sus secuaces. Cuando el juego lo juega un solo jugador, el jugador puede cambiar libremente entre jugar como cualquiera de los dos miembros de la Liga de la Justicia en cualquier momento. En un juego de tres jugadores, los jugadores solo pueden cambiar qué personajes controlan por consentimiento mutuo. Había otro juego de la Liga de la Justicia en desarrollo de Midway Games que fue cancelado en 2004 pero, según Warner Bros., este juego no tiene ninguna relación con el proyecto actual.
Al comenzar un nuevo juego, el jugador tiene acceso inmediato a Superman, Batman, Wonder Woman, The Flash, John Stewart, Martian Manhunter y Zatanna, pero se pueden desbloquear más personajes (así como disfraces alternativos) a medida que avanza el juego. Estos personajes desbloqueables solo se pueden usar en niveles en los que los jugadores pueden elegir qué personajes tomar, mientras que los disfraces se pueden usar en cualquier momento.
También hay inicialmente tres dificultades (Fácil, Medio, Difícil) y luego, al completar Difícil, Elite se desbloquea, y luego al completar Elite, Superhéroe se desbloquea. En cada nivel de dificultad sucesivo, los oponentes hacen más daño a los superhéroes y también tienen más salud / vida, compensando las ganancias en habilidades. En dificultad Superhéroe, muchos de los oponentes matarán a la mayoría de los superhéroes de un solo golpe, por lo que el jugador debe haber dominado una serie de habilidades y estrategias para lidiar con ellos.

## Personajes

### Jugables
- Arthur Curry / Aquaman
- Bruce Wayne / Batman
- Dinah Drake / Black Canary
- Wally West / The Flash
- Oliver Queen / Green Arrow
- Hal Jordan / Green Lantern
- John Stewart / Green Lantern
- Kyle Rayner / Green Lantern
- Kendra Saunders / Hawkgirl
- Helena Bertinelli / Huntress
- J'onn J'onzz / Martian Manhunter
- Kara Zor-El / Supergirl
- Kal-El / Clark Kent / Superman
- Diana Prince / Wonder Woman
- Zatanna Zatara

### Villanos
- Brainiac
- Circe
- Darkseid
- Doomsday
- General
- Gorilla Grodd
- Killer Frost
- The Key
- Prometheus
- Queen Bee
- White Martians
- Zoom

Cada uno de los siete personajes principales tiene al menos dos skins alternativos (solo Superman y Wonder Woman tienen tres) que se pueden comprar de la misma manera que los personajes desbloqueables. Estos trajes alternativos varían las estadísticas del juego de los personajes en pequeñas cantidades y recrean trajes clásicos o alternativos de la historia del personaje. Por ejemplo, se puede hacer que Superman y Flash se parezcan a sus contrapartes más antiguas del universo Earth-Two (Jay Garrick incluido), mientras que uno de los disfraces alternativos para Batman es el famoso traje azul y gris con la elíptica amarilla emblema de murciélago en su pecho, así como el traje de Batman Beyond. Los Green Lanterns desbloqueables tienen exactamente los mismos poderes que John Stewart y son efectivamente solo cambios en el vestuario, la voz y diferencias visuales menores en sus poderes y animaciones de combate y peleas inactivas: John Stewart tiene un escudo rectangular, Rayner uno triangular.

## Recepción
Las versiones para PS2, Xbox y PSP recibieron críticas "mixtas o promedio" según el sitio web de agregación de revisiones Metacritic.
La versión para PlayStation Portable fue elogiada por su personalización y juego cooperativo. También recibió mejores críticas tanto de los fanáticos como de los críticos que las versiones de consola.
El juego se comparó desfavorablemente con los juegos multijugador similares de Marvel X-Men: Legends y Marvel: Ultimate Alliance, que permiten al jugador elegir cualquier personaje en cualquier nivel, mientras que Justice League Heroes contiene varios niveles en los que se eliminó la elección.
La versión para DS tampoco fue bien recibida, con Nintendo Power dándole un 3.5, GameSpot un 5/10 and IGN a 4.4.  La versión GBA recibió una respuesta crítica generalmente positiva.